# Оноре де Бальзак
Оноре́ де Бальза́к (фр. Honoré de Balzac; 20 травня 1799 — 18 серпня 1850) — французький письменник і драматург. Серію романів «Людська комедія», яка зображає панораму післянаполеонової Франції, вважається його головним твором.
Завдяки його завзятим спостереженням за деталями та за невикривлене висвітлення суспільства, Бальзака вважають одним із засновників реалізму в європейській літературі. Він відомий за створення багатогранних персонажів, найменші з яких усе одно є складними, морально неоднозначними та цілковито людяними. Неживі об'єкти в його творах теж наділені характером, наприклад, часто описуваний ним Париж набуває людських властивостей. Його творами надихалися багато відомих письменників як-от Еміль Золя, Чарльз Дікенс, Гюстав Флобер, Джек Керуак, Куросава Акіра та Генрі Джеймс, так і філософів як-от Фрідріх Енгельс. Багато творів Бальзака екранізували, і вони продовжують надихати нових письменників.
Бальзак був хворобливим упродовж усього свого життя, що могло бути спричиненим його напруженим робочим графіком. Його стосунки з родиною були завжди натягнутими через фінансові проблеми та особисті непорозуміння. 1850 року Бальзак одружився з Евеліною Ганською, подьською поміщицею з роду Жевуських, яка була коханням усього його життя.

## Біографія

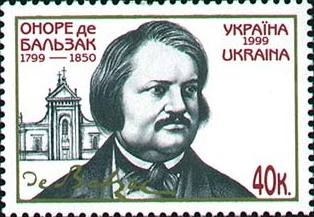
Марка Укрпошти «Оноре де Бальзак (1799—1850)» (1999)

Оноре де Бальзак народився в місті Тур 20 травня 1799 року, у сім'ї заможного селянина з Лангедока. Дід його був селянином, а батько «вийшов у люди» і перетворився з «Бальса» на «Бальзака». Згодом письменник додав до прізвища шляхетну приставку «де» та стверджував, що походить з давнього французького роду Бальзак д'Антрег. Змалку мати не цікавилася дитиною і влаштувала його в інтернат. Вона була молодшою за чоловіка на тридцять років. Уся її любов дісталася молодшому синові, народженому від аристократа, власника сусіднього замку. Можливо, саме в цій дитячій трагедії закорінені честолюбні задуми Бальзака та його творчий інтерес до проблем сім'ї.
У сім років Оноре почав навчання у Вандомському училищі. Йому там не дуже подобалось: навчальні предмети викладали абияк, а дисципліна була сувора. Бальзак не був першим у навчанні, хоча багато читав і захоплювався писанням. Після того як хлопчик захворів (1814 рік), батьки забрали його додому. У 1814 році родина Бальзаків оселилася в Парижі. Оноре продовжив навчання у приватних школах, відвідував лекції в Сорбонні, відвідував практику в адвокатській конторі. Вже за тих років Бальзак відчув на собі французьку дійсність.
Заглиблення в «прозу» життя посилювалось ускладненням власних матеріальних обставин. 1819 року батько Бальзака залишив службу без пенсії, й Оноре, того самого року отримавши диплом юриста, був змушений заробляти собі на хліб. Професія адвоката його не приваблювала. Він мріяв про письменницьку діяльність. Родина не ставала йому на заваді, навіть посильно йому допомагала: на сімейній нараді ухвалено встановити Оноре випробний термін тривалістю два роки та фінансувати його. За той час він мав довести, що в нього є справжнє покликання до письменництва і що він здатний створити значний твір. Бальзак спробував догодити умовам угоди, написавши віршовану драму «Кромвель». І жанр, і естетика твору не відповідали хисту Бальзака. До того ж він робив тільки перші кроки на літературній ниві і не мав досвіду. Отже, твір, попри докази талановитості його автора, виявився невдалим.
З 1821 року Бальзак жив у мансарді, спілкувався з журналістами і створив низку модних тоді «готичних романів», спочатку в співавторстві, а потім самостійно. У них можна побачити набір прийомів і тем, властивих такому типу літератури: руїни замків, таємниці, кістяки та небесно чисте кохання. Ці твори теж не принесли Бальзакові бажаних грошей, але відіграли позитивну роль у становленні письменника: саме на них він вигострював свою майстерність, щоб у 1829 році, коли з'явився роман «Останній шуан», увійти до французької літератури одним з її найоригінальніших авторів.
1820-ті роки багато в чому ускладнили життя Бальзака. Боротьба з кредиторами — одна з найпопулярніших тем анекдотів, пов'язаних з його ім'ям. Аби позбутися боргів, Бальзак писав безупинно, створюючи роман за романом, працюючи по 16 годин на добу та одержуючи аванси від видавців за ненаписані твори. Крім того, він був світською людиною, завойовував серця жінок, мав славу трохи кумедного «денді». Встигнути скрізь він міг тільки завдяки життєлюбності і працьовитості, які, мов потік, нуртували і виливались на сторінки його книжок. Бальзак усе життя був боржником, і це його гнітило. Можливо, тому він часто описував фінансові інтриги й спекуляції, а одна з перших його зрілих повістей «Гобсек» (1830) розповідає про лихваря та безмежну владу грошей над людьми. Водночас поява «Гобсека» знаменувала народження нової прози, яка над усе прагла до переконливості деталей.
Згодом письменник використав «фізіологічний нарис» для створення своїх новел. Від початку 1830-х років Бальзак писав великі прозові твори — романи і повісті («Шагренева шкіра», «Полковник Шабер», «Ежені Гранде», «Сезар Біротто» тощо). Ще на ранніх етапах творчості Бальзак виявив схильність писати твори циклами, внаслідок чого виник задум об'єднати всі романи в епопею.
У 1840 році з'явилась і назва — «Людська комедія», а у 1842-му році — «Передмова». До епопеї увійшло майже все створене Бальзаком у 1830-х роках та написане після 1842-го року: романи «Втрачені ілюзії», «Кузина Бетта», «Кузен Понс», «Розкоші і злидні куртизанок» тощо. Останній роман Бальзака «Селяни» залишився незавершеним.

### Бальзак і Україна
У 1832 р. письменник отримав листа, який надійшов з Одеси за підписом «Іноземка» з приводу його роману «Тридцятирічна жінка». Авторка послання була багата поміщиця Евеліна Ганська, власниця маєтку поблизу Бердичева. Письменник почав листування з жінкою, а згодом зустрівся з нею у Швейцарії. Ганська була вродливою вельможною жінкою. Між письменником і нею зав'язались дружні стосунки, які невдовзі переросли в справжнє кохання. Вони не могли одружитись, адже Евеліна мала чоловіка. Ганська була багатою, а Бальзак мав величезні борги, тому важко судити напевне, чому письменник так домагався руки і серця одруженої жінки.
Венцеслав Ганський помер у 1841 р., але закоханим через різні обставини довелось чекати на вінчання ще дев'ять років. Вони зустрічались у різних містах і країнах Європи: у Швейцарії, Відні, Дрездені.
Коли Бальзак звернувся за дозволом приїхати до Російської імперії, в Петербурзі це сприйняли з ентузіазмом. Урядовці сподівалися домовитися з письменником про написання книжки, яка розповість європейській публіці про привабливі сторони російської дійсності і тим самим спростує твір Астольфа де Кюстіна. Але громадська думка у Франції поставилися до візиту негативно, запідозривши Бальзака у змові з росіянами.
Зрештою, письменник таки приїхав до Російської імперії. З Ганською вони зустрічалися в Петербурзі, а зрештою одружились у Бердичеві.
Бальзак двічі відвідував Україну: у вересні 1847 — січні 1848 р. і протягом останніх місяців 1849-го до квітня 1850 року. Окрім Верхівні, маєтку Ганської, він кілька разів був у Бердичеві. Україна вразила його своїми полями і родючою землею.
«…Це пустеля, царство хлібів, ці мовчазні прерії Купера, — захоплено зазначав він. — Тут починається український чорнозем, шар чорного і тучного ґрунту завтовшки футів п'ятдесяти, а іноді навіть і більше. Його ніколи не угниють…»
Разом з Ганською Бальзак відвідав Київ і так описав його красу і велич у листі до Лори де Сюрвіль: «…Ось я і побачив цей Північний Рим, це татарське місто з трьомастами церквами, з багатствами Лаври і Святої Софії українських степів. Добре поглянути на це ще разок…».
Загалом він відвідав Київ 6 разів у різні роки. Зупинявся у будинку польських магнатів Ганських на Печерську (неподалік теперішньої вулиці Липської), "почав писати нарис «Лист про Київ». Бував у Контрактовому будинку на Подолі під час контрактових ярмарків.
Тривалий час жив у селі Верхівня (нині Житомирської області), в маєтку Ганських (з осені 1847 року по лютий 1848 року та з осені 1848 року по квітень 1850 року).
Наприкінці вересня 1848 року, їдучи до Е. Ганської у Верхівню, чекаючи вирішення прикордонних формальностей, на 4 дні зупинився у містечку Вишнівець (нині смт Збаразького району Тернопільської області) в палаці князів Вишневецьких, де жила дочка Ганської Анна, одружена з графом Ж. Мнішеком. Враження про Вишнівець виклав у листах до Е. Ганської в Париж, назвавши, зокрема, палац і парк на березі Горині «польським Версалем» і запропонувавши проєкти вивезення з Вишнівеччини деревини для будівництва залізниці та спорудження тут ставків, суконної фабрики.
У 1850 році одружився з Евеліною Ганською. Вінчання відбулося 2 березня в костьолі Святої Варвари міста Бердичів. На вінчанні були присутні дочка Евеліни — Анна, Густав Олізар та граф Жорж Мнішек. Вінчав житомирський прелат Віктор Ожаровський та канонік Йосип Білобоцький.
Листувався, зокрема, з начальником митниці міста Радивилів.
Помер 18 серпня 1850 року в Парижі.
У 2011 році в Бердичеві, навпроти костелу Варвари, було відкрито пам'ятник славетному письменнику. Автором погруддя став житомирський скульптор Василь Фещенко.
На честь Оноре де Бальзака названо перший український клуб Ротарі, який об'єднує франкомовних киян та іноземців, які мешкають у Києві, засідання якого проводяться французькою мовою.

## Новаторство Бальзака
Кінець 1820-х і початок 1830-х років, коли Бальзак увійшов в літературу, був періодом найбільшого розквіту творчості романтизму у французькій літературі. Великий роман в європейській літературі до приходу Бальзака мав два основні жанри: роман особистості — авантюрного героя (наприклад, Робінзона Крузо) або самотнього героя («Страждання молодого Вертера» В. Гете) та історичний роман (Вальтер Скотт).
Бальзак відходить і від роману особистості, і від історичного роману Вальтера Скотта. Він прагне показати «індивідуалізований тип». У центрі його творчої уваги, на думку низки радянських літературознавців, знаходиться не героїчна або видатна особистість, а сучасне йому суспільство, Франція Липневої монархії.
«Етюди про звичаї» розгортають картину Франції, малюють життя всіх станів, всі громадські стани, всі соціальні інституції. Їх лейтмотив — перемога фінансової буржуазії над земельною і родовою аристократією, посилення ролі і престижу багатства, і пов'язане з цим ослаблення або зникнення багатьох традиційних етичних і моральних принципів.

## Музеї
У квітні 1959 року в приміщенні Верхівнянського сільськогосподарського технікуму відкрито кімнату-музей Оноре де Бальзака, а у 1999 році тут засновано Житомирський літературно-меморіальний музей Оноре де Бальзака.
Щороку у день народження Оноре де Бальзака — 20 травня — у Верхівні проводиться Міжнародне літературно-мистецьке свято «Весна Прометея».
- Музей Оноре де Бальзака (Саше, Франція).

## Твори
- «Фізіологія шлюбу» фр. Physiologie Du Marriage (1829);
- «Гобсек» фр. Gobseck (1830), повість;
- «Еліксир довголіття» (1830);
- «Метр Корнеліус» (1830);
- «Шагренева шкіра» (1831);
- «Червоний готель» (1831);
- «Доручення» (1832);
- «Покинута жінка» (1832);
- «Полковник Шабер» фр. Le Colonel Chabert (1832);
- «Батько Горіо» фр. Le Père Goriot (1834);
- «Пошуки Абсолюту» (1834);
- «Драма на березі моря» (1834);
- «Прославлений Годісар» (1834);
- «Прощений Мельмот» (1835);
- «Шлюбний контракт» (1835);
- «Обідня безбожника» (1836);
- «Дочка Єви» (1838);
- «П'єретта» фр. Pierrette (1839);
- «Альбер Саварюс» (1842);
- «Уявна коханка» (1842);
- «Тридцятирічна жінка» (1842);
- «Оноріна» (1843);
- «Провінційна муза» (1844);
- «Депутат від Арсі»;
- «Дрібні буржуа»;
- «Театр, який він є»;
- «Музей старожитностей»;
- «Етюд про Бейлу»;
- «Людська комедія» фр. La Comédie Humaine;

Романи:
- «Ежені Гранде» фр. Eugénie Grandet (1833);
- «Втрачені ілюзії (Бальзак)|Втрачені іллюзії» фр. Les Illusions Perdues (1843);

Драми:
- «Мачуха» фр. La Marâtre (1848);

## Українські переклади
Переклади творів Бальзака українською мовою з'являються в останній третині XIX ст. У 1884 р. у Львові вийшов роман «Батько Горіо», як літературний додаток до журналу «Діло». Широке входження письменника в українську культуру починається у 20—30-х роках XX ст., коли з'являються в українських перекладах основні його твори. Цей процес тривав у повоєнні роки. Класичними стали переклади українською мовою, що їх виконали І. Сидоренко, Є. Дроб'язко, В. Підмогильний, М. Рудницький тощо.
З 1989 р. здійснено 10-томне видання творів Бальзака українською мовою, у підготовці якого взяли участь перекладачі В. Шовкун, Д. Паламарчук, І. Сидоренко, Т. Воронович тощо. Видано перших п'ять томів. Шостого тома переклав і здав до видавництва В. Шовкун, але його досі не надруковано.
Два Бальзакові романи українською мовою переклала Єлизавета Старинкевич («Розкоші і злидні куртизанок» і «Батько Горіо»).
Існує декілька варіантів українського перекладу роману «Шагреньова шкура» («Шагренева шкіра»). Цей роман перекладали Василь Вражливий (1929 р.), Ольга Крупко.
Одним з перекладачів Бальзака українською мовою був і Анатоль Перепадя («Лілея долини»).

### Перелік перекладів
- «Серафіта». пер. Григорій Філіпчук.  // Всесвіт, 1990. № 9.

- Горіо (Батько Горіо). Київ, Книгоспілка, 1927. Переклав Валер'ян Підмогильний

- Шагреньова шкура. Харків, 1929. — 230с. Переклав Василь Вражливий

- Бідні родичі. Кузина Бета. Харків-Київ, ДВУ, 1929. Переклав Валер'ян Підмогильний

- Бідні родичі. Кузен Понс. Харків-Київ, ДВУ, 1929. Переклав Валер'ян Підмогильний

- Гобсек. Х.-О., Держмедвидав, 1930. Переклав Г. Оберемок. Ред. М.Гільов і В. Державин.

- Полковник Шабер. Гобсек. Х., ДВУ. 1930. Переклав Г. Оберемок.

- Вибрані твори. Том 1. (вийшов лише 1 том). Тридцятилітня жінка. Подвійна родина. Покинута. Оноріна. Крамниця пустуна кота. К., Література і мистецтво. Переклад з фр. за редакцією В. Підмогильного

- Втрачені ілюзії. Київ, Держлітвидав, 1937. Переклала Євгенія Рудинська, вірші переклав Максим Рильський.

- Батько Горіо. Київ, Держлітвидав, 1939. Переклала Єлизавета Старинкевич.

- Розкоші і злидні куртизанок. Київ, Держлітвидав, 1941. Переклала Єлизавета Старинкевич.

- Гобсек. К., Держлітвидав, 1951. Переклав А. Кашпер.

- Вибрані твори. Київ, Держлітвидав, 1953.

- Втрачені ілюзії. Київ, Держлітвидав, 1956 (зредаговане перевидання перекладу Євгенії Рудинської 1937 року).

- Спадкоємець диявола. К., Держлітвидав, 1958.

- Шуани. Батько Горіо. Київ, «Дніпро» 1976. Переклад: Тамара Воронович / Єлизавета Старинкевич. Серія «Вершини світового письменства».

- Ежені Гранде. Селяни. Київ, «Дніпро» 1981. Переклад: Елеонора Ржевуцька / Євген Дроб'язко. Серія «Вершини світового письменства».

- Втрачені ілюзії. Київ, «Дніпро» 1986. Переклад: Дмитро Паламарчук і Віктор Шовкун, вірші — Максим Рильський. Серія «Вершини світового письменства».

### Твори в 10 томах (вийшло тільки 5) 1989—1991

#### Том 1.
1. Шуани, або Бретань у 1799 році Переклад Тамари Воронович за редакцією Дмитра Паламарчука.
2. ДІМ З КОТОМ, ЯКИЙ ГРАЄ В М'ЯЧА Переклав Віктор Шовкун
3. ПОБІЧНА СІМ'Я Переклав Дмитро Паламарчук
4. СИЛУЕТ ЖІНКИ Переклав Дмитро Паламарчук
5. ПОКИНУТА Переклав Віктор Шовкун
6. ПОЛКОВНИК ШАБЕР Переклала Ірина Сидоренко
7. БАТЬКО ГОРІО Переклад Єлизавети Старинкевич за редакцією Дмитра Паламарчука

#### Том 2.
1. Гобсек (усі ці твори переклав Віктор Шовкун)
2. ТРИДЦЯТИРІЧНА ЖІНКА
3. СПРАВА ПРО ОПІКУ
4. ДОЧКА ЄВИ
5. ДРУГИЙ СИЛУЕТ ЖІНКИ
6. МОДЕСТА МІНЬЙОН
7. МЕСА БЕЗВІРНИКА

#### Том 3.
1. Шагренева шкіра Переклав Юрій Лісняк
2. НЕВІДОМИЙ ШЕДЕВР Переклав Віктор Шовкун
3. ЧЕРВОНА КОРЧМА Переклав Віктор Шовкун
4. ІСУС ХРИСТОС У ФЛАНДРІЇ Переклав Віктор Шовкун
5. ЕЛІКСИР ДОВГОЛІТТЯ Переклав Віктор Шовкун
6. ПОШУКИ АБСОЛЮТУ Переклав Віктор Шовкун
7. ЛУІ ЛАМБЕР Переклав Віктор Шовкун
8. СЕРАФІТА Переклав Григорій Філіпчук
9. РОЗКАЯНИЙ МЕЛЬМОТ Переклав Віктор Шовкун

#### Том 4
1. Турський священик Переклав Анатоль Перепадя
2. ЕЖЕНІ ГРАНДЕ Переклала Елеонора Ржевуцька
3. ВТРАЧЕНІ ІЛЮЗІЇ Переклали Дмитро Паламарчук і Віктор Шовкун

#### Том 5
1. ЛІЛЕЯ ДОЛИНИ Переклав Анатоль Перепадя
2. СТАРА ПАННА Переклав Дмитро Паламарчук
3. МУЗЕЙ СТАРОЖИТНОСТЕЙ Переклав Віктор Шовкун
4. БАЛАМУТКА Переклав Юрій Лісняк

Історія тринадцятьох. Переклав Віктор Шовкун. Львів «Апріорі» 2013 р. 576 с.

## Вшанування пам'яті

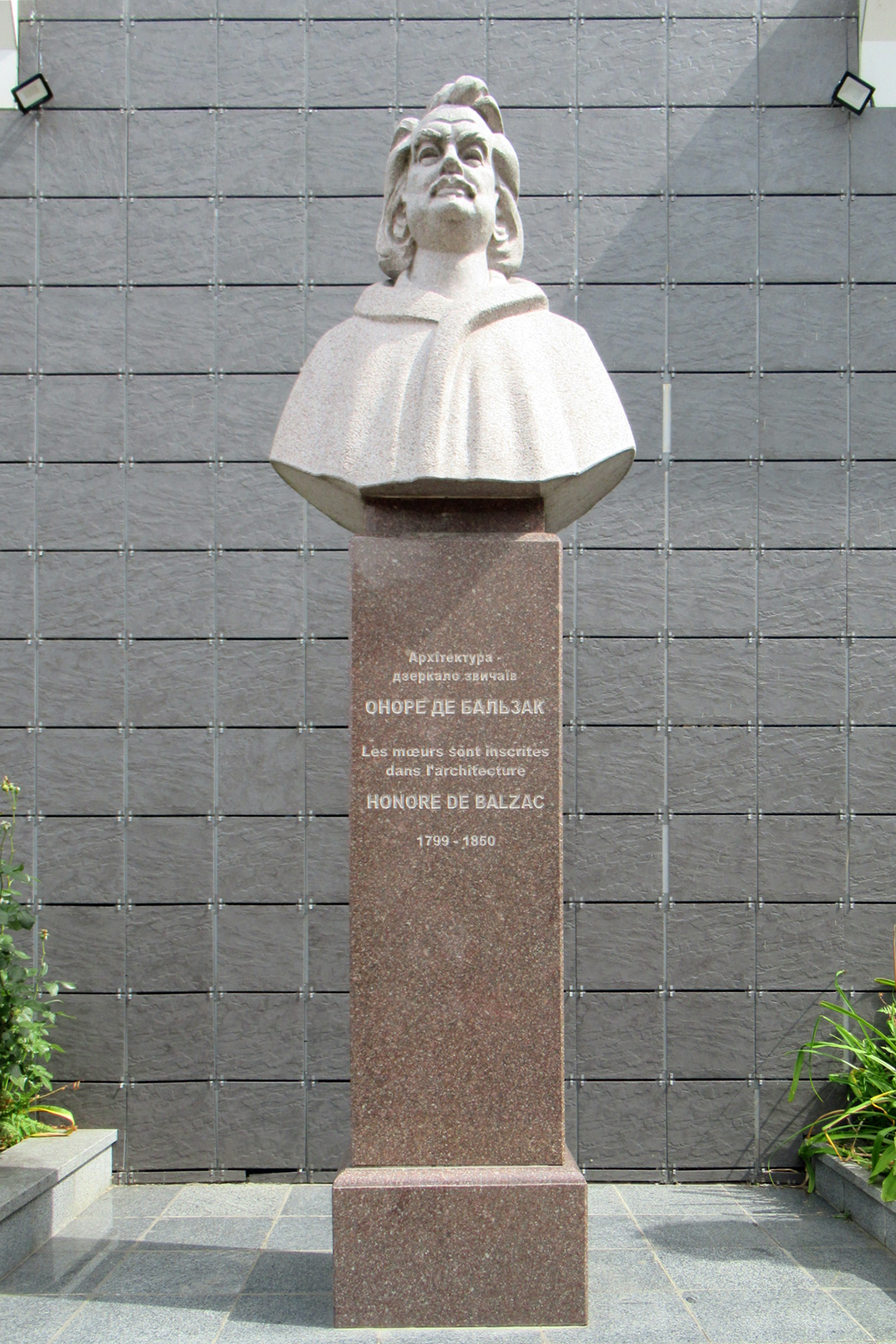
погруддя у Бердичеві, встановлене 2011 року

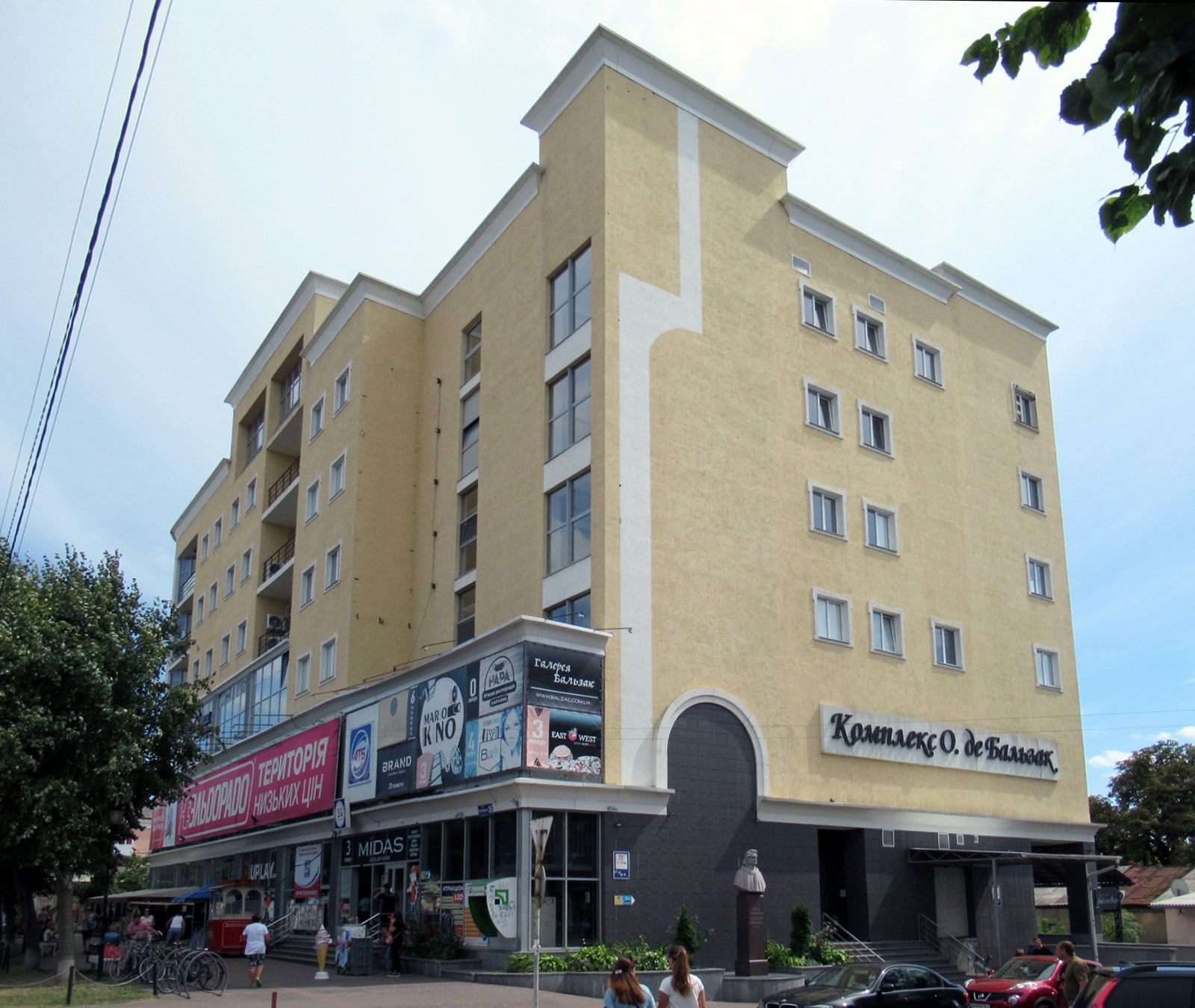
ТРЦ «Галерея Бальзак» у Бердичеві

- У селі Верхівня на Житомирщині відкрили пам'ятник Оноре де Бальзаку та його дружині Евеліні Ганській.
- Вулиця Оноре де Бальзака у Києві, Львові.
- Вулиця Бальзака у містах Дніпро, Кривий Ріг
- Провулок Бальзаківський у місті Старокостянтинів.

### Твори Бальзака онлайн
- Projet ARTFL Повне критичне видання «Людської комедії». (La Comédie Humaine Texte intégral de l’édition Furne). Всі твори. Покажчики. Пошук. Коментарі до кожного твору (фр.)
- Твори англійською
- Твори французькою
- Твори французькою: Une passion dans le désert, Sarrasine, Les Chouans, Le Chef d’œuvre inconnu
- вільні аудіофайли з творами Бальзака (фр.)
- Вибрані твори Оноре де Бальзака українською
- Твори російською
- Бальзак Оноре де. Бідні родичі ; Кузен Понс / Оноре де-Бальзак ; с фр. пер. В. Підмогильний. — Харків ; Київ: Держ. вид-во України, 1929. — 302 с.

### Сайти, присвячені життю й творчості Бальзака
- Бальзак (Balzac) Оноре де // Україна в міжнародних відносинах. Енциклопедичний словник-довідник. Випуск 5. Біографічна частина: А-М / Відп. ред. М. М. Варварцев. — К.: Ін-т історії України НАН України, 2014. — с.23-24
- Оноре де Бальзак
- Газета «День»: Знайшов своє кохання в Україні
- Ірина Троскот: Ганська–Бальзак: ціна любові
- Бальзак про Радивилів
- Біографія Оноре де Бальзака (англ.)
- Dossier sur Honoré de Balzac — Енциклопедія «Агора»(фр.)
- Recherche hypertextuelle dans la Comédie humaine — гіпертекстуальний пошук по всій «Людській комедії»(фр.)
- Бальзак: Voyage de Paris à Java (1832)
- Бальзак і світ книгарень
- Balzac et le magnétisme, de Bertrand Meheust, Actes du colloque international organisé les 9 et 10 novembre 1999. Dirigé par: Ernst Léonardy, Marie-France Renard, Christian Drösch et Stéphanie Vanasten — «Бальзак і магнетизм», міжнародний колоквіум, 1999 рік
- Бальзак і кольори(фр.)
- Про музей Оноре де Бальзака (с. Верхівня)
- Сайт літературно-меморіального музею Оноре де Бальзака с. Верхівня, Ружинського району, Житомирської області